# サイドワインダー (ゲーム)
SIDEWINDER（サイドワインダー）は、アスミック・エース（Asmik Ace, Inc.）より発売されているフライトシューティングゲームのシリーズ作品。
他のフライトシューティングゲームと同じく、実在する戦闘機を題材にしている（ただし、公式ジャンルではフライト・アクションと位置づけられている）。

## SIDEWINDERシリーズ

### シリーズ作品
発売順
- SIDEWINDER
- SIDEWINDER U.S.A
- SIDEWINDER2
- SIDEWINDER MAX
- SIDEWINDER F
- SIDEWINDER V

#### シリーズ間のストーリーの関連性
サイドワインダーシリーズでは、組織・地名などの世界設定が、それぞれ共有されている。
明確にストーリーや設定が繋がっているのは『SIDEWINDER』と『SIDEWINDER2』、『SIDEWINDER F』と『SIDEWINDER V』である。また、『SIDEWINDER U.S.A』は『SIDEWINDER』の海外版仕様である。

#### エースコンバットとの違い
フライトシューティングではあるものの、フライトシミュレーション寄りの硬派なゲーム性を志向している。エースコンバットよりグラフィック品質は低いが、その分だけ現実に即した緻密なシステムと挙動が実現されている。更には、難易度も高くなっている。また、日本制作のゲームらしくない、洋ゲーライクで無骨な世界観を持つ。「3Dフライトシューティング」として同位置にあるエースコンバットシリーズとの違いは、以下のような点が挙げられる。
- 僚機が撃墜される - 相方やチームが強いという設定のエースコンバットシリーズ（『5』、『ZERO』、『6』）とは違い、味方機も撃墜されることがあり、その場合は基地へ帰還する。難易度の高いミッションになると離陸前から撃墜（撃破）される味方もおり、申し訳程度にプレイヤーを補佐するだけの仕様になっている。プレイヤー自身で味方機を撃墜することも可能である。
- ミサイルの搭載数 - ミサイルの数はそれほど多くなく、大型の機体であれば少し多く装備できるくらいで、大中小パイロンでも装備できる武装が違う。誘導性は高い。
- 巨大兵器 - SIDEWINDERシリーズ後半（『F』、『V』）に登場する巨大兵器は、ストーリー上はボス的な扱いであるが、破壊しなければならない箇所のヒットボックスが極端に小さいなど、その攻略の難易度は高い。ハードモードでプレイしている場合、リトライが数十回に及ぶのも珍しくない。
- 高機動ミサイル - サイドワインダーシリーズに登場する敵SAMは非常に誘導性が高く攻撃力が高い、常に回避運動をしていなければ生き残ることは出来ない。およそ5分ほど誘導し続ける。ステルス性に影響され、ステルスレベルが高いと少し誘導が鈍くなる。ロックオンされた際に、プレイヤー機からチャフが撒かれる表現もある。
- 機関砲 - 射撃が比較的当てやすく、ミサイルが少ないことからメインで使っていく武装である。弾数は無制限。機体により威力が異なるが、最大レベルの威力を持つ機体でも2秒ほど当てないと撃墜することはできない。
- ミッション中の着陸 - ミッション中、味方空母もしくは空港があれば着陸できる。着陸後、速度がゼロになった時点で瞬時にミサイルが装填されるが、燃料はゆっくりと供給される。ダメージの回復は無い。着陸は非常に容易で、空母はカタパルト前方からでも着陸できたり、慣れれば補助滑走路に着陸したりすることもできる。ランディングギアの出し入れは自動で行われる。また、自分で基地を破壊することもでき、滑走路やランディングコース以外にも基地の外の山や地面を走り回ることも出来る。
- 機動 - このゲームでは極一部の挙動に運動シミュレーションが実装されており、エースコンバットと違い大きく旋回すると速度が落ち、Su-35などの機体で意図的にストールを起こすとプガチョフ・コブラのようなアクロバット飛行を行うことも可能になっている。ただし、機体の横滑りや風の影響など、機体の挙動全般を支配するような複雑な運動シミュレーションは実装されていない。
- レッドアウト・ブラックアウトの演出 -三作目からレッドアウト・ブラックアウトが実装されている。これにより高速で急旋回を行うと画面が赤くなったり暗くなったりする様になった。ただし、この演出はプレイヤーに対し負荷を掛ける為、『F』以降はオプションで演出のオン・オフを任意選択可能になっている。

## SIDEWINDER

### 作品概要
- 開発 - 株式会社ペガサスジャパン[1]
- キャッチコピー - Let's dance in the sky
- ストーリー - 199X年、複数の国家の協力を得て強大な軍事力を持った国際的な犯罪組織が、野望を果たすために本格的に活動を開始した。その空軍力は通常の国家レベルに到達しており、いまや安全な空の交通が脅かされている。この凶悪な組織に対抗するため、国際的な協力のもとに秘密裏に創設されたのが空軍特殊部隊「SIDEWINDER」である。各国から集められた歴戦のパイロットの諸君よ、すみやかに任務を達成せよ。
- 兵装 - 全て実在のミサイルが登場する。登場するのは四種類で短空対空ミサイルAIM-9 サイドワインダー、中空対空ミサイルAIM-120 AMRAAM（アムラーム）、空対地ミサイルAGM-65 マーベリック、空対艦ミサイルAGM-88 HARMである。また、ミサイルの搭載数には制限があり、プレイヤーはその制限の中から自由に割り振りする事ができる。

## SIDEWINDER2

### 作品概要
- 開発 - 株式会社ペガサスジャパン[1]
- キャッチコピー - Let's dance in the sky
- ストーリー - 200X年。世界平和を脅かす陰謀が再び動き始めていた。世界制覇の野望を抱いた複数の企業が、その経済力を使い組織を復活させたのである。事態を憂慮した国連各国はその野望を打ち砕く為、解散されたはずの最強エアーフォースを再び結集した。新生「SIDEWINDER」の諸君!世界秩序を取り戻す為、速やかに任務を達成せよ!
- 特徴 - 本作より何度も挑戦できるスペシャルモードが追加されている。また、フライトシューティングのPlayStation作品としては初の空中給油や消火任務など、様々な実験要素も加わっている。さらに、ポイントによって機体を強化できるカスタム・ポイント制やエディットモードなども追加されている。
- 兵装 - 本作より万能型ミサイル「vaipper」が登場。また、消火任務専用で消火ミサイルなども登場する。これらの兵器は架空の兵器であり、このタイプの兵器は後のシリーズに受け継がれる。

## SIDEWINDER MAX

### 作品概要
- ストーリー - 東西冷戦が終結し、資本主義の先進国諸国は今まで統制経済国であったソ連・中国を市場経済に誘導するため、「先進国経済協和機構（略称ACECC,エイセック）」を結成した。一方、国土・資源に恵まれない小国諸国は「エイセック」に対抗するため「新興国家安全保障機構（グランパワーズ）」を結成。両者は、政情の揺れ動く地中海沿岸にある国「エスカーラ」でにらみ合っていた。時に199X年6月、ついに両者は支援する派閥を介して戦端の火蓋を切ることとなった。
- 特徴 - シナリオに角川書店が協力。また、プラットフォームがPS2に移行したことにより、グラフィック描写が前作より向上している。なお、今作より機体の武装に関しては実機に準じておりAIM-7Lなどの搭載制限が、前作より厳しくなっている。
- 舞台 - 地中海に面した架空の国、エスカーラを本作の舞台としている。また、両陣営共にF-15やSu-27等最新精鋭機を配備できる事から、支援が有るとは言え、かなり豊かな国ではないかと想像する事も出来る。

登場する主な組織
- ファイティングバーズ - プレイヤーの所属する航空部隊。エイセックに属しており国際色が強い。『階級無き軍隊』という別名がある。使用する戦闘機はF-4などの西側機種が主である。ちなみに部隊編成は、1小隊4機編成の3小隊からなる。また、プレイヤーが小隊長になると、空中給油要請指示が出せるようになったり、ミッションの内容に応じて装備品が選べるようになる。[2]
- エイセック - 西側先進諸国が中ソ市場経済化誘導のために結成した国際組織。エスカーラ国内では市場経済派（改革連合政府）の後ろ盾として登場する。
- グランパワーズ - 発展途上にある小国諸国が新列強（市場経済化に成功した先進国）による半植民地化を避けるため結成した軍事組織。主にロシア製、または冷戦時代にソ連等より供給された兵器を主力として構成されている。エスカーラ国内に置いては、統制経済派（ゴスキル）と旧王党派（ゴスホーク）が手を結び樹立した新政府の支援を行っている。

## SIDEWINDER F

### 作品概要
- ストーリー - 西暦20XX年。地球環境の破壊により多くの国の大半が水没し、経済基盤を持たない国々と持つ国に別れて対立した世界。「グルトシュタイン共和国」と同じく世界連合に反発する諸国と同盟を結んだ、反世界連合陣営「WORF」と超国家的軍隊「FN」、このFNの部隊の新鋭チーム「SW」となってWORFに対する。
- 特徴 - この作品では海に水没したニューヨークや荒廃したパリや東京などが登場する。また多くの大型架空兵器も登場する。また、近未来的な建物の建ち並ぶメガフロートシティーなど未来的な内容になっている。
- 組織
  - FN - プレーヤーの所属する連合軍。正式名称は『Frontier Nations（フロンティア・ネーションズ）』で世界連合の傘下で行動する。
  - チームSW - プレーヤーの所属する新鋭戦闘機部隊。サイドワインダーをあしらった部隊マーキングが特徴。なお、ゲーム開始段階から登場するジェイク・ラッセル及びグレース・ウィンフィールドは続編の『サイドワインダーV』にも登場する。
  - WORF - グルトシュタイン共和国をはじめとした反世界連合陣営。正式名称は『World Order Reorganization front（世界秩序再編戦線）』で、本拠地は海上都市メガフロート「リヴァイアサン」。
- 架空機・架空兵器
  - Ｍ兵器 - 続編の『サイドワインダーV』にも登場するが、WORFのＭ計画によって作り出された超大型兵器群のことで、本作では多足歩行戦車並びにヘリ型ガンシップ、更には空中空母をも含まれる。
  - X-16S ハガード - F-16CCVに似た機体。機動性が良く、機銃の威力が高い。
  - F-25 ブラックオウル - 本作より登場する新鋭機、次回作『V』にも登場する。単発エンジンながらF-22をも上回る性能を有する。ステルス性を意識した形状で、主翼の翼型は菱形翼に若干近いクリップドデルタ翼、尾翼は軽い外半角のついた双垂直尾翼である。機首に後退角のついたカナードを有する。大まかな形状は、X-2にカナード翼を付けたような物。最高速度はマッハ2.75、固定武装として機首左に航空機関砲を装備している。

## SIDEWINDER V

### 作品概要
- ストーリー -西暦20XX年。「世界連合」傘下の超国家的軍隊「フロンティア・ネーションズ（略FN）」と、敵対陣営「WORF」間に勃発した地球規模の戦争は、のべ一年間の長きにわたる戦いの末、「FN」側の勝利によって集結した。しかし、終戦後の世界再編を巡り、対立を深めていく「世界連合」陣営各国。北アメリカ大陸を最重要拠点と定め、自体の立て直しを図ろうとする主流派。覇権を握られ、自らの国家が衰退していく事を恐れた反主流派のヨーロッパ各国。旧WORF陣営の残存勢力は秘密裏に反主流派に接触を図り結託、「世界連合」反主流派が持つ軍事力/工業力と、旧WORFの遺産である巨大兵器プロジェクトの技術が一体になり、新たな陣営が形成された。「FN-WORF戦争」終結からおよそ三年後。「ANGIL」と名乗る陣営は、「世界連合」主流国及び、超国家的軍隊「FN」へとついに反旗を翻した。
- ゲームの特典 - 発売初期には限定版で『SIDEWINDER Vフライトボックス』が販売され、空母型のペーパークラフトと戦闘機の模型がついていた。また、ゲーム内でもミッションをクリアするごとに田宮模型のプラモデルのボックスアートがコレクション出来るようになっていて、ゲーム内の3Dムービーもボックスアート風になっている。
- BGM
  - ミッション用BGMは全28曲だが、本作新規のオリジナルBGMに加え、アスミックの過去作に使用されたBGMも登場する。ステージによって自由に選択可能。
  - 『エアダイバー』『スーパーエアダイバー』の一部BGMのアレンジ版。
  - 『2』『MAX』のほぼ全てのBGMが収録されており、全て新規に名称が付けられた。
- 組織
  - FN - 前作より引き続き登場するプレイヤーの所属する軍、今作に置いては暗黒面も見せるようになる。
  - ANGIL - 反世界連合軍、使用している機体はB-2からSu-37までさまざまで、モデルとなるような国は無いと思われる。
- 登場する主な部隊
  - チームSW - 前作でも登場したが本作ではゲーム開始段階では未所属状態であり、プレイヤーの部隊が総勢4名になってから所属することになる。なお前大戦からは事実上解散状態となっていたらしく、プレイヤーの部隊が新生チームSWの候補として訓練等を受けていた。
  - ジルファルコン -ANGILの誇るエース部隊、正式名称「AGL第七要撃飛行隊」、前作でも登場する元チームSW隊員のジェイク・ラッセルが隊長を務める。主な使用機種は、F/A-22ならびにX-29Zである。しかし、何故彼が敵側についたのかは不明。

- 架空兵器
  - S-47 - 本作から登場する架空戦闘機。ステルス性を持つVTOL機で、前進翼と外半角のついた双垂直尾翼、水平尾翼は持たず、機首に菱形のカナードを有する。大まかな機体形状はYF-23とSu-47を組み合わせたような物。最高速度はマッハ2.2、機首右に航空機関砲を有する。バルカン砲の威力が低い。
  - F-5Z - モデルは実機のF-5と変わらないが、加速力と最高速度が非常に高い機体となっている。
  - X-29Z - X-29がモデルの機体で、F-5Z同様に実機と外見の違いはないが、本作最高性能の機動性と加速力を持つ。ただしバルカンの威力は低い。

- 新要素
  - VTOL機の追加 - ハリアーやF35などのVTOL機の操作が可能になった。
  - コクピットモデルの進化 - 本作で初めてコクピット視点が実機に準じたコクピットモデルとなった（それまでは、F-15かF-16を元にしたコクピットモデルであった）。

## 単一の作品でプレイヤーが使用可能な軍用機
SIDEWINDER2
- ラファールC（R-CO1）
- A-4スカイホーク
- A-6イントルーダー
- F-1
- Su-25フロッグフッド
- MiG-31フォックスハウンド
- F-20Aタイガーシャーク
- F-117Aナイトホーク
- J-35ドラケン（SF-35）
- JA-37ビゲン

SIDEWINDER MAX
- F-14Aトムキャット
- F-15Aイーグル
- F-15Cイーグル
- F-16Aファイティングファルコン

SIDEWINDER F
- X-16S ハガード（F-16CCVに類似した機体）

SIDEWINDER V
- ハリアー（AV-8B）
- F-35BライトニングII
- S-47（架空のVTOL機）
- F-5Z（F-5をベースに大きな改良を施した機体）
- X-29Z（X-29をベースに大きな改良を施した機体）

## 複数の作品でプレイヤーが使用可能な軍用機
- A-10AサンダーボルトII
- F-4EファントムII
- F-5EタイガーII
- F-14Dスーパートムキャット
- F-15Eストライクイーグル
- F-16Cファイティングファルコン
- F/A-18Eスーパーホーネット
- F-22Aラプター（YF-22AライトニングII,F/A-22A）
- YF-23Aブラックウィドウ
- F-25ブラックオウル（架空機体）
- X-29
- JAS-39(A)Cグリペン（SF-39）
- MiG-21bisフィッシュベッド
- MiG-29Aファルクラム
- Su-27フランカー
- Su-35スーパーフランカー
- Su-47（S-37）ベルクート
- トーネードF3（TND-F3）
- タイフーン（EF-2000）
- ミラージュ2000C,D
- ラファールM

## 作品中で自身が操作できない軍用機
偵察機
- U-2ドラゴンレディ
- SR-71ブラックバード

爆撃機
- B-1Bランサー
- B-2Aスピリット
- B-52Hストラトフォートレス

輸送機
- C-5ギャラクシー
- C-17グローブマスターIII
- C-130Hハーキュリーズ

その他大型機
- AC-130
- KC-10エクステンダー
- E-767

ヘリコプター
- AH-1コブラ
- AH-64アパッチ
- ユーロコプタータイガー